# Margaret Lindsay Huggins
Margaret Lindsay, Lady Huggins (Dublín, 14 de agosto de 1848 - Londres, 24 de marzo de 1915), de soltera Margaret Lindsay Murray, fue una investigadora científica y astrónoma británica irlandesa. Junto con su marido William Huggins fue una pionera en el campo de espectroscopia y coautora del "Atlas of Representative Stellar Spectra" (Atlas Representativo del Espectro Estelar) (1899).

## Semblanza
Cuando Margaret era joven, su madre murió y su padre se volvió a casar, dejándole esta circunstancia mucho tiempo para sí misma. Las necrologícas escritas por sus amigos atribuyen su interés por la astronomía a su abuelo, un rico agente de banca llamado Robert Murray. Según estas fuentes, su abuelo le enseñó a identificar las constelaciones, lo que le llevó a comenzar a estudiar los cielos con instrumentos caseros. Construyó su propio espectroscopio después de encontrar inspiración en los artículos sobre astronomía en la publicación periódica Good Words.
El interés y las capacidades en espectroscopia de Margaret la llevaron a conocer al astrónomo William Huggins, con quien se casó en 1875. Hay evidencias que indican que ella fue quien instigó el exitoso programa de investigación foto-astronómica de su marido.
En 1903, compartiendo este honor con Agnes Mary Clerke, fue elegida miembro honorario de la Sociedad Astronómica Real, un rango anteriormente concedido únicamente a otras dos mujeres, Carolina Herschel y Mary Somerville.
Colaboró en la Undécima Edición de la Encyclopædia Britannica.
El Times de Londres, en la noticia de la muerte de Huggins, mencionaba que Richard Proctor se refería a ella como el “Herschel del Espectroscopio”. En su testamento legó al Wellesley College y al Observatorio Whitin algunos objetos de su colección de astronomía, incluyendo sus queridos instrumentos astronómicos.

## Publicaciones
- Obituary, William Lassell, 1880.[13]
- Astronomical Drawing, 1882.[14]
- Obituary, Warren de la Rue, 1889.[15]
- On a new group of lines in the photographic spectrum of Sirius, 1890.[16]
- The System of the Stars, 1890.[17]
- On Wolf and Rayet's Bright-Line Stars in Cygnus, 1891.[18]
- The Astrolabe, 1895.[19]
- The Astrolabe. II. History, 1895.[20]
- Spectroscopic notes, 1897.[21]
- An Atlas of Representative Stellar Spectra from 4870 to 3300, 1899.[9]
- Obituary, Agnes Mary Clerke, 1907.[22]